# Ski-Orientierungslauf-Weltcup
Der Ski-Orientierungslauf-Weltcup ist eine von der International Orienteering Federation (IOF) ausgetragene Wettkampfserie im Ski-Orientierungslauf. Die erste Weltcupsaison fand 1989 statt.

## Übersicht
| Jahr    | Wettkämpfe | Wettkämpfe | Austragungsorte                                                     |
| Jahr    | Einzel     | Staffel    | Austragungsorte                                                     |
| ------- | ---------- | ---------- | ------------------------------------------------------------------- |
| 1989    | ?          | –          | Österreich, Tschechoslowakei, Schweden, Norwegen                    |
| 1991    | 6          | –          | Les Verrières, Les Fourgs, Fleimstal, Vang, Lappeenranta, Imatra    |
| 1993    | 7          | 1          | Liberec, Windischgarsten, Nonstal, Sundsvall, Timrå, Os, Oslo       |
| 1995    | 8          | 3 1        | Borowez → Beglika, Tauplitz, Lillehammer, Oslo, Haanja, Savonlinna  |
| 1997    | 7          | 3          | Orsa, Windischgarsten, Nové Město na Moravě, Syktywkar, Krasnojarsk |
| 1999    | 8          | 3          | Olivone, Pinzolo, Keuruu, Otepää, Batak                             |
| 2000    | 8          | 3          | Kajaani, Vuokatti, Ulrichsberg, Donovaly, Krasnojarsk               |
| 2001    | 10         | 3          | Dospat, Falun, Rovaniemi, Wologda                                   |
| 2003    | 11         | 3          | Seiser Alm, Östersund, Timrå, Võru, Tscheljabinsk                   |
| 2006    | 9          | 3          | Vuokatti, Kiuruvesi, Madona, Iwanowo                                |
| 2007/08 | 11         | 4          | Schweden, S-chanf, Borowez, Kasachstan                              |
| 2009/10 | 12         | 4          | St. Petersburg, Gabrowo, Miercurea Ciuc, Ånn                        |
| 2011/12 | 12         | 5          | Lake Tahoe, Sumy, Almaty, Boden                                     |
| 2013/14 | 12         | 4          | Ylläs, Hamar, Mora, Orsa, Tjumen                                    |

## Liste der Gesamtsieger

### Herren
| Jahr    | 1. Platz           | 2. Platz          | 3. Platz          |
| ------- | ------------------ | ----------------- | ----------------- |
| 1989    | Vidar Benjaminsen  | Stig Mattson      | Anssi Juutilainen |
| 1991    | Anssi Juutilainen  | Bo Engdahl        | Vidar Benjaminsen |
| 1993    | Vidar Benjaminsen  | Lars Lystad       | Harald Svergja    |
| 1995    | Vesa Mäkipää       | Raino Pesu        | Vidar Benjaminsen |
| 1997    | Vesa Mäkipää       | Pekka Varis       | Bertil Nordqvist  |
| 1999    | Raino Pesu         | Björn Lans        | Bertil Nordqvist  |
| 2000    | Eduard Chrennikow  | Andrei Gruzdew    | Jukka Lanki       |
| 2001    | Matti Keskinarkaus | Jukka Lanki       | Eduard Chrennikow |
| 2003    | Eduard Chrennikow  | Bertil Nordqvist  | Arto Lilja        |
| 2006    | Eduard Chrennikow  | Tomas Löfgren     | Staffan Tunis     |
| 2007/08 | Erik Rost          | Peter Arnesson    | Andrei Lamow      |
| 2009/10 | Eduard Chrennikow  | Staffan Tunis     | Andrei Grigorjew  |
| 2011/12 | Staffan Tunis      | Peter Arnesson    | Andrei Grigorjew  |
| 2013/14 | Andrei Lamow       | Hans Jørgen Kvåle | Lars Hol Moholdt  |

| Platz | Athlet             | 1. Platz | 2. Platz | 3. Platz |
| ----- | ------------------ | -------- | -------- | -------- |
| 1     | Eduard Chrennikow  | 4        | –        | 1        |
| 2     | Vidar Benjaminsen  | 2        | –        | 2        |
| 3     | Vesa Mäkipää       | 2        | –        | –        |
| 4     | Staffan Tunis      | 1        | 1        | 1        |
| 5     | Anssi Juutilainen  | 1        | –        | 1        |
| 5     | Andrei Lamow       | 1        | –        | 1        |
| 7     | Matti Keskinarkaus | 1        | –        | –        |
| 7     | Raino Pesu         | 1        | –        | –        |
| 7     | Erik Rost          | 1        | –        | –        |
| 10    | Peter Arnesson     | –        | 2        | –        |

### Damen
| Jahr    | 1. Platz                 | 2. Platz           | 3. Platz                 |
| ------- | ------------------------ | ------------------ | ------------------------ |
| 1989    | Virpi Juutilainen        | Ragnhild Bratberg  | Ann Charlotte Karlsson   |
| 1991    | Arja Hannus              | Annika Zell        | Virpi Juutilainen        |
| 1993    | Arja Nuolioja            | Riitta Karjalainen | Hilde G. Pedersen        |
| 1995    | Arja Nuolioja            | Lena Hasselström   | Hilde G. Pedersen        |
| 1997    | Hilde G. Pedersen        | Liisa Anttila      | Terhi Holster            |
| 1999    | Arja Hannus              | Lena Hasselström   | Annika Zell              |
| 2000    | Lena Hasselström         | Annika Zell        | Arja Hannus              |
| 2001    | Lena Hasselström         | Tatjana Wlassowa   | Stine Hjermstad Kirkevik |
| 2003    | Natalja Tomilowa         | Tatjana Wlassowa   | Stina Grenholm           |
| 2006    | Stine Hjermstad Kirkevik | Tatjana Wlassowa   | Marie Lund               |
| 2007/08 | Tatjana Wlassowa         | Liisa Anttila      | Olga Schewtschenko       |
| 2009/10 | Natalja Tomilowa         | Marte Reenaas      | Olga Nowikowa            |
| 2011/12 | Josefine Engström        | Tove Alexandersson | Polina Maltschikowa      |
| 2013/14 | Tatjana Rwatschewa       | Tove Alexandersson | Anastasija Krawtschenko  |

| Platz | Athletin                 | 1. Platz | 2. Platz | 3. Platz |
| ----- | ------------------------ | -------- | -------- | -------- |
| 1     | Lena Hasselström         | 2        | 2        | –        |
| 2     | Arja Hannus              | 2        | –        | 1        |
| 3     | Arja Nuolioja            | 2        | –        | –        |
| 3     | Natalja Tomilowa         | 2        | –        | –        |
| 5     | Tatjana Wlassowa         | 1        | 3        | –        |
| 6     | Hilde G. Pedersen        | 1        | –        | 2        |
| 7     | Stine Hjermstad Kirkevik | 1        | –        | 1        |
| 8     | Virpi Juutilainen        | 1        | –        | 1        |
| 9     | Josefine Engström        | 1        | –        | –        |
| 9     | Tatjana Rwatschewa       | 1        | –        | –        |